# Walter Pyramid
The Mike and Arline Walter Pyramid, kallas endast Walter Pyramid, är en inomhusarena i den amerikanska staden Long Beach i delstaten Kalifornien. Den har en publikkapacitet på fler än 4 000 åskådare. Inomhusarenan började byggas den 17 december 1992 och invigdes den 30 november 1994 till en totalkostnad på $22 miljoner. Pyramiden är 57,91 meter hög. Den ägs och underhålls av universitetet California State University, Long Beach och används primärt av deras idrottsförening Long Beach State 49ers när det gäller basket och volleyboll.
Den 5 mars 2005 bytte pyramiden namn från The Pyramid till The Mike and Arline Walter Pyramid, för att de hade donerat $2,1 miljoner till universitetet. Mike Walter ingick i företagsledningen för modeföretaget Levi Strauss & Co. och var dekanus för universitetets college för företagsekonomi.

## Galleri

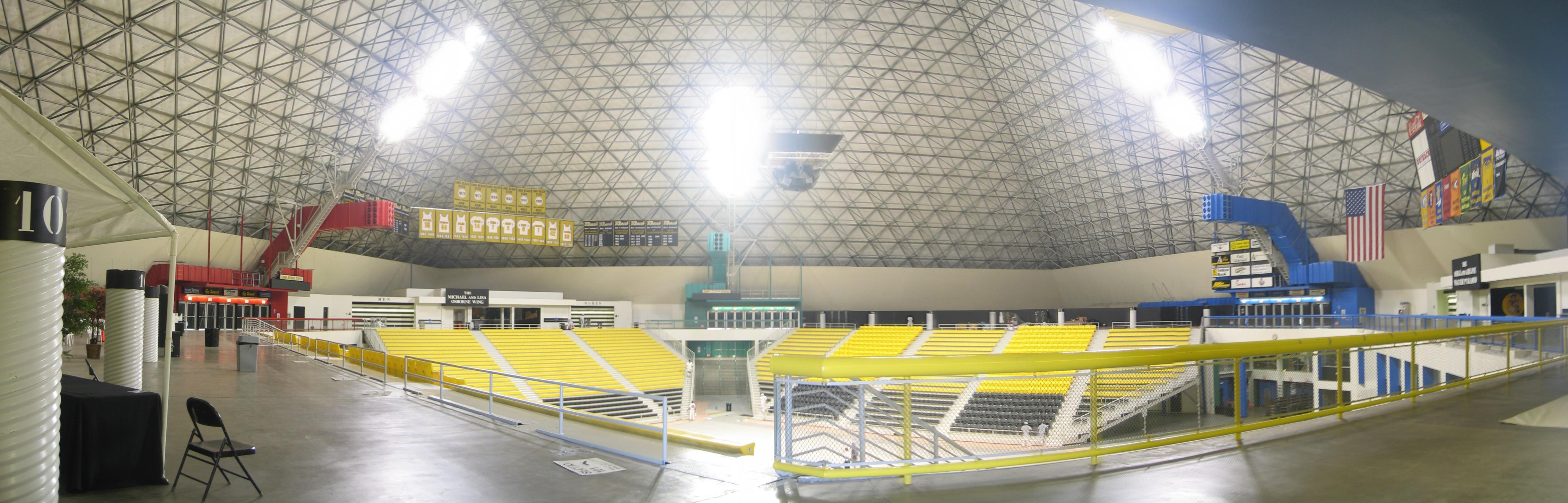
Walter Pyramid, 2007.
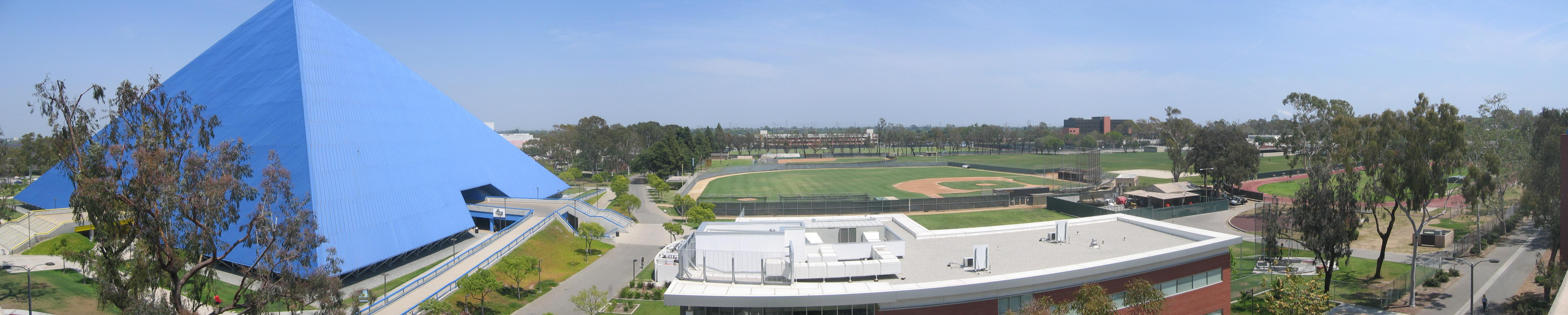
Walter Pyramid, 2007.